# Нижнебайгорское сельское поселение
Нижнебайгорское сельское поселение — муниципальное образование в Верхнехавском районе Воронежской области.
Административный центр — село Нижняя Байгора.

## Административное деление
В состав поселения входят:
- село Нижняя Байгора,
- село Верхняя Байгора.